# Station Siepietnica
Station Siepietnica is een spoorwegstation in de Poolse plaats Siepietnica.